# Juodymų pelkė
Juodymų pelkė este o arie protejată (sit de importanță comunitară — SCI) din Lituania întinsă pe o suprafață de 257,07 ha, integral pe uscat.

## Localizare
Centrul sitului Juodymų pelkė este situat la coordonatele 56°09′00″N 25°23′22″E / 56.1499°N 25.3895°E.

## Înființare
Situl Juodymų pelkė a fost declarat sit de importanță comunitară în iunie 2021 pentru a proteja un număr necunoscut de specii din flora spontană și fauna sălbatică aflate în arealul zonei.

## Biodiversitate
Situată în ecoregiunea boreală, aria protejată conține 4 habitate naturale: Turbării active, Mlaștini oligotrofe degradate, capabile încă de regenerare naturală, Taiga vestică, Mlaștini împădurite.
La baza desemnării sitului se află un număr nedeclarat de specii protejate.
Pe lângă speciile protejate, pe teritoriul sitului au mai fost identificate 1 specie de păsări, 1 specie de nevertebrate.